# Yankee Doodle

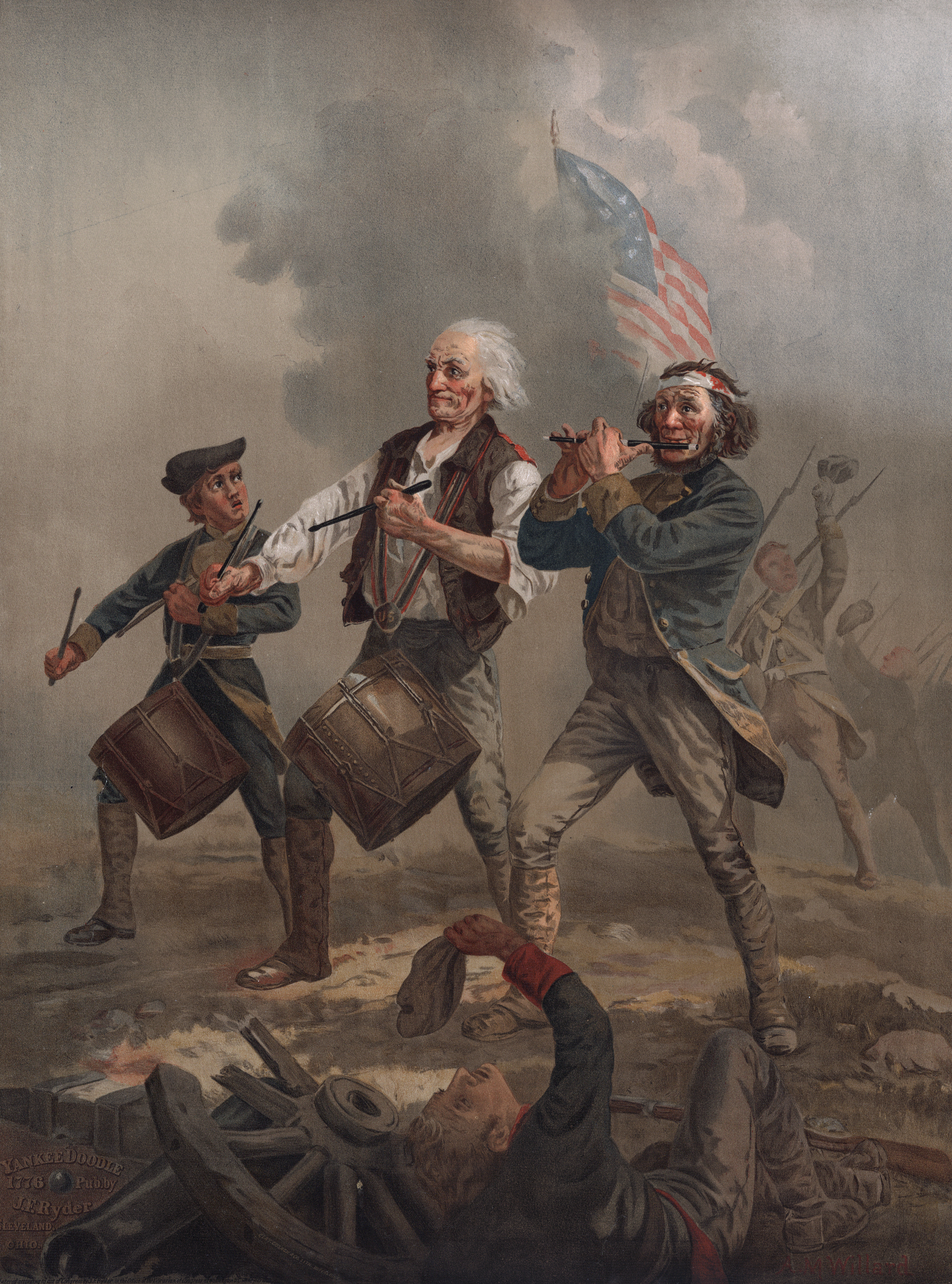
The Spirit of ’76 (Yankee Doodle)

Yankee Doodle (czytaj [ˈjæŋki ˈduː.dəl]; ang. yankee – jankes, doodle – bazgroł) – piosenka pochodzenia brytyjskiego popularna w Stanach Zjednoczonych w czasie amerykańskiej wojny o niepodległość, uważana za pieśń narodową. Dziś pieśń ta jest hymnem stanu Connecticut.

## Nagrania dźwiękowe
- W przypadku problemów z odtwarzaniem zobacz instrukcję obsługi